# Жидких, Александр Петрович
Александр Петрович Жидких (1925—1976) — полковник Советской Армии, участник Великой Отечественной войны, Герой Советского Союза (1943).

## Биография
Александр Жидких родился 8 июля 1925 года в городе Бийске (ныне — Алтайский край). Окончил девять классов школы. В феврале 1943 года Жидких был призван на службу в Рабоче-крестьянскую Красную Армию. С октября того же года — на фронтах Великой Отечественной войны, был сапёром 1-й сапёрной роты 233-го отдельного сапёрного батальона 149-й стрелковой дивизии 65-й армии Центрального фронта. Отличился во время битвы за Днепр.
В ночь с 15 на 16 октября 1943 года Жидких под массированным вражеским огнём обеспечивал переправу советских частей в районе деревни Щитцы Лоевского района Гомельской области Белорусской ССР. Участвовал в захвате плацдарма, лично уничтожил большое количество гитлеровцев. Благодаря его усилиям подразделения стрелкового полка успешно захватили плацдарм на западном берегу Днепра.
Указом Президиума Верховного Совета СССР от 30 октября 1943 года за «образцовое выполнение боевых заданий командования на фронте борьбы с немецкими захватчиками и проявленные при этом мужество и героизм» красноармеец Александр Жидких был удостоен высокого звания Героя Советского Союза с вручением ордена Ленина и медали «Золотая Звезда» за номером 1596.
После окончания войны Жидких служил в войсках НКВД / МВД СССР. В 1945 году он окончил Высшую офицерскую школу НКВД СССР, в 1955 году — Военную академию химической защиты. Член КПСС с
1945. С 1959 года занимал должность начальника химической службы Управления внутренних войск МВД СССР по Украинской и Молдавской ССР. В 1970 году в звании полковника Жидких был уволен в запас. Проживал в Киеве, умер 6 ноября 1976 года.
Был также награждён рядом медалей.
Имя увековечено на Мемориале Славы в г. Барнауле, на памятной плите в парке победы г. Бийска и в центральном музее ВОВ 1941-45 гг. в Москве